# HITS CUTS NOW
『HITS CUTS NOW』は1998年1月3日～2002年3月30日まで毎週土曜日の夜、FM NORTH WAVEとCROSS FM（当時はエフエム九州）との2局ネットで放送されていた邦楽専門番組。

## 概要
札幌と福岡の音楽の情報交換番組である。土曜深夜の名物コーナーになった。

## 放送時間・ナビゲーター
| 放送期間                         | 放送時間    | メインナビゲーター（FM NORTH WAVE） | サブナビゲーター（CROSS FM） |
| -------------------------------- | ----------- | ----------------------------------- | ---------------------------- |
| 放送開始（1998年1月）〜2000年9月 | 24:00-27:00 | 潮音                                | YUYA                         |
| 2000年10月～2001年3月            | 22:00-24:00 | 潮音                                | 信川竜太                     |
| 2001年4月～放送終了（2002年3月） | 23:00-25:00 | 潮音                                | 信川竜太                     |

## 主なコーナー

### 放送開始（1998年1月）〜2000年9月
- 「HITS CUTS MIX」

0時台にオンエア。新譜を紹介、またこの時間は新人アーティストを紹介するコーナーもオンエアされた。
- 「NEW ALBUM&PICK UP」

1時台にオンエア。3～4組のアーティストをピックアップする。1時台終盤にはアーティストのコメントも。
- 「COUNT　DOWN　J-GROOVE」

2時台にオンエア。NORTH WAVE「SAPPORO HOT 100」とCROSS FM「COUNTDOWN KYUSHU HOT 100」の中から邦楽チャートTOP10を紹介する。
- ゲストコーナー（コーナータイトルなし）

2時40分頃からオンエア。
- 時々潮音がおすすめのCDを紹介するコーナー「潮音レコメンド」のコーナーもあった。また、京都府出身のioriに電話をつなぐコーナーも実在した。

### 2000年10月〜放送終了（2002年3月）
- 「マンスリープッシュ」
- 「THE FACE」

上記「マンスリープッシュ」から1組のアーティストが出演するコーナー。
- 「CROSS POINT」

札幌と福岡の情報を交換するコーナー、札幌・福岡それぞれのエリアFM局からイベント・ライブ情報、またNORTH WAVEメガプレイやCROSS FMヘビーローテーションの曲を紹介していた。
- 他にも週替わりの企画コーナーもあった。また我那覇美奈、MISIA、fra-foa、侑璃、SOUL LOVERS、COOなどのアーティストがマンスリーで出演していた。その中には後にNORTH WAVE、CROSS FMで番組をスタートしたアーティストもいる。また、この番組がきっかけでブレイクしたアーティストがいた。

## エピソードなど
- さっぽろタウン情報誌にはこの番組に出演している潮音のコラムが掲載され、玉光堂にはこの番組にマンスリーで出演しているアーティストの曲を聴くことができる視聴機も置かれていた。
- 一時期日本ビジネススクール（ノースウェーブのみ?）がスポンサーになっていたことがある。
- 番組内のBGMにBOOM BOOM SATELLITESの「JOYRIDE」と「DUB ME CRAZY VER.02」が使用されていた。
- CMにはマンスリーで出演しているアーティストのCDリリースのCMがOAされていた。
- ペニーレーン24でライブイベントが開催されたこともある。これは5週目によく放送されたことが多い。また2000年10月にはアポロスクエアでリニューアルイベントが開催された。この時の出演者は侑璃、hiro:n、松崎ナオ、葛谷葉子。

## 番組終了後
この番組の終了により、NORTH WAVEとCROSS FMによる音楽情報交換番組は一旦途絶えた。北海道はBEAT FLASH、福岡県ではCROSS BUZZ BEATFRIDAYで邦楽情報を紹介した。

しかし、2002年7月より2003年3月まで鈴木しょう治がナビゲーターを務める共同制作番組「POWER TRAX」がオンエアされた。（CROSS FMでは毎週金曜日23:00-24:00でオンエア）

翌2003年4月からは土曜日の夕方に「TRANS J-NIC online」がスタート、さらに2004年4月からは同時間帯に富樫明生ナビゲートのBEAT DELUXEが放送された。
現在はPE'Zの番組が1時間枠（毎週土曜日23時～24時）で放送されている。（一時期村上てつやの番組がCROSS FMでも放送されたことがある）